# Mommur Chasma

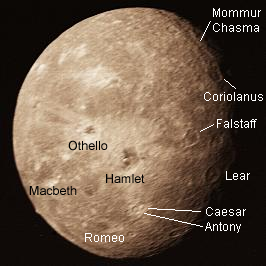
Imagine Voyager 2 cu Oberon care îl arată pe Mommur Chasma lângă marginea din dreapta sus.

Mommur Chasma este cel mai mare "canion" de pe partea cunoscută a suprafeței satelitului Oberon al lui Uranus. Această formă de relief s-a format probabil în timpul extinderii scoarței în primele etape ale evoluției satelitului, când interiorul lui Oberon s-a extins și ca rezultat scoarța sa de gheață s-a crăpat. Canionul este un exemplu de graben (vale rift) sau scarp produs de falii normale. Chasma a fost fotografiată pentru prima dată de sonda spațială Voyager 2 în ianuarie 1986. 
Gazetteer of Planetary Nomenclature afirmă că Mommur Chasma este numită după casa din pădure a regelui zânelor, Oberon din Visul unei nopți de vară. De fapt, casa lui Oberon nu este numită în piesa lui Shakespeare; apare în schimb în epopeea franceză Huon din Bordeaux.